# Thorectes variolipennis
Thorectes variolipennis là một loài bọ cánh cứng trong họ Geotrupidae. Loài này được miêu tả khoa học năm 1876 bởi Marseul.